# Tal-e `Asheqan
Tal-e ʽAsheqan é uma cidade do Afeganistão, localizada na província de Balkh.